# Odô Otim
Odô Otim (em iorubá: Odo Otin) é uma área do governo local no estado de Oxum, Nigéria. Sua sede está na cidade de Ocucu.
Possui uma área de 294 km ² e uma população de 132.078 no censo de 2006.
O código postal da área é 231.